# Lawrence Visser
Lawrence Visser (Lommel, 18 dicembre 1989) è un arbitro di calcio belga.

## Carriera
Arbitro di Pro League dal 2014, nel 2023 ha arbitrato la Supercoppa del Belgio vinta dall'Anversa contro il Malines.